# Cyrtochilum sanderianum
Cyrtochilum sanderianum là một loài thực vật có hoa trong họ Lan. Loài này được (Rolfe) Königer mô tả khoa học đầu tiên năm 2009.